# Elezioni politiche nel Regno di Sardegna del gennaio 1849
Le elezioni politiche nel Regno di Sardegna del gennaio 1849 si svolsero in momenti diversi: il 15 gennaio in Sardegna, il 22 gennaio nei collegi degli Stati sardi di terraferma, il 22 gennaio nel Ducato di Piacenza e il 12 febbraio nel Ducato di Parma.
Le elezioni si effettuarono a scrutinio uninominale a suffragio ristretto, secondo la legge in vigore. Gli elettori chiamati alle urne, nei 222 collegi, furono 80 185 (l'1,70% della popolazione residente) e i votanti (al primo scrutinio) 38 528 (il 48% degli aventi diritto).